# Порубський потік (притока Вагу)
Порубський потік (словац. Porúbsky potok) — річка в Словаччині, ліва притока Вагу, протікає в окрузі Ліптовський Мікулаш.
Довжина приблизно 4,5—5,0 км. Витік лежить у масиві Низькі Татри (геоморфологічна підодиниця Дюмб'єрські Татри; схил гори Слема); на висоті близько 1090 метрів. Протікає територією села Ліптовська Порубка..
Впадає у Ваг на висоті приблизно 635—640 метрів.